# East of the Sun, West of the Moon
East of the Sun, West of the Moon è il quarto album in studio del gruppo musicale a-ha, pubblicato nel 1990.

## Descrizione
Le sonorità sono diverse dagli album precedenti, più mature,poiché sono stati utilizzati chitarra acustica e pianoforte al posto dei sintetizzatori e degli altri strumenti elettronici.
Il nome dell'album trae spunto da una favola norvegese. Magne Furuholmen è la voce principale sul brano The Way We Talk. Il primo singolo è stato Crying in the Rain, cover del duo country statunitense The Everly Brothers, pubblicato il 2 ottobre del 1990. Gli altri due singoli tratti dall'album sono stati I Call Your Name e Early Morning. L'album ha venduto circa 3 milioni di copie nel mondo.

## Tracce
Testi di Paul Waaktaar-Savoy, eccetto dove indicato.
1. Crying in the Rain - 4:21 - (musica: Carole King - testo: Howard Greenfield)
2. Early Morning - 2:58 - (Paul Waaktaar-Savoy, Magne Furuholmen)
3. I Call Your Name - 4:55 - (Paul Waaktaar-Savoy, Magne Furuholmen)
4. Slender Frame - 3:44 - (Paul Waaktaar-Savoy, Magne Furuholmen)
5. East of the Sun - 4:45 - (Paul Waaktaar-Savoy)
6. Sycamore Leaves - 5:26 - (Paul Waaktaar-Savoy)
7. Waiting for Her - 4:47 - (Paul Waaktaar-Savoy, Magne Furuholmen)
8. Cold River - 4:39 - (Paul Waaktaar-Savoy)
9. The Way We Talk - 1:28 - (Magne Furuholmen)
10. Rolling Thunder - 5:31 - (Paul Waaktaar-Savoy, Magne Furuholmen)
11. (Seemingly) Nonstop July - 2:49 - (Paul Waaktaar-Savoy)

## Formazione
- Morten Harket – voce, chitarra, tastiere
- Magne Furuholmen – pianoforte, tastiere, voce
- Paul Waaktaar-Savoy – chitarra, pianoforte, basso, batteria, voce